# Il cavaliere inesistente
Il cavaliere inesistente è un romanzo fantastico di Italo Calvino scritto nel 1959, terzo capitolo della "trilogia araldica" intitolata I nostri antenati, dopo Il visconte dimezzato (1952) e Il barone rampante (1957).
Il cavaliere inesistente fu raccolto insieme a Il visconte dimezzato e Il barone rampante in un unico volume, I nostri antenati, per il quale Calvino è stato premiato con il Premio Salento nel 1960.

## Trama
Agilulfo Emo Bertrandino dei Guildiverni e degli Altri di Corbentraz e Sura, cavaliere di Selimpia Citeriore e Fez, è il nome del personaggio a cui si riferisce il titolo del romanzo. Agilulfo riesce ad animare una lucida armatura vuota con la sola forza di volontà e la fede nella causa di Carlo Magno e dei suoi paladini. Durante la guerra di Carlo contro i Mori, Agilulfo viene avvicinato da un giovane inesperto e appassionato, Rambaldo di Rossiglione, arruolatosi perché vuole vendicare la morte di suo padre, il fu marchese Gherardo, avvenuta sotto le mura di Siviglia per mano dell'argalif Isoarre. Nello spostamento che compie Carlo Magno con i suoi paladini per scontrarsi con i nemici, incontrano Gurdulù, un vagabondo che si lascia guidare dall'istinto senza riflettere, e che verrà assegnato come scudiero ad Agilulfo per ordine di Carlo Magno. Agilulfo è quindi privo di “individualità fisica”, mentre Gurdulù è privo “d’individualità di coscienza”.
Si rivelerà alla fine del libro che a narrare l'intera vicenda è suor Teodora, che ha avuto questo incarico dalla madre superiora del monastero. 
Quando ha inizio la battaglia, Rambaldo cerca in tutti i modi di scontrarsi con l'assassino di suo padre. L'argalif però non muore in uno scontro diretto con il giovane ma perché, molto miope, non riesce a combattere senza i suoi occhiali. Rambaldo ingaggia un duello con un nemico che pensava fosse Isoarre, ma che era invece il suo "porta occhiali", rompe gli occhiali di riserva e l'argalif, non vedendo bene, si infilza in una lancia del nemico. In seguito il giovane cade in un'imboscata, ma viene salvato dall'intervento di un altro cavaliere con un copricorazza pervinca che, dopo la battaglia, si allontana senza proferire parola. Tornando a piedi all'accampamento Rambaldo scopre casualmente che il valoroso cavaliere è in realtà una donna bellissima di nome Bradamante, e se ne innamora immediatamente. La giovane però non è interessata a lui bensì ad Agilulfo, il cavaliere inesistente che considera quanto di più perfetto possa esistere come cavaliere e come uomo.
Durante un banchetto, il giovane Torrismondo rivela dei fatti inaspettati sul conto del cavaliere Agilulfo: afferma infatti che Sofronia, figlia del re di Scozia, la donna che Agilulfo aveva salvato da due briganti, era madre di Torrismondo; l'assegnazione del titolo di cavaliere ad Agilulfo per aver salvato una vergine si rivelerebbe dunque non valida. Non credendo alla rivelazione, il cavaliere decide di difendere il proprio onore andando a cercare la ragazza per dimostrare che all'epoca era ancora vergine. Nel suo viaggio sarà inseguito da Bradamante, la quale è inseguita a sua volta da Rambaldo perdutamente innamorato di lei. La stessa sera parte anche Torrismondo per ritrovare suo padre, ovvero uno dei cavalieri del "Sacro Ordine dei Cavalieri del Graal", e per farsi riconoscere come figlio da quest'ordine. Torrismondo troverà i cavalieri del Graal, che si riveleranno una setta mistica, estraniata dalla realtà e anche priva di coscienza etica e di tolleranza verso chi non è nel loro ordine.
Dopo varie avventure, Agilulfo trova la donna che cercava, Sofronia. Anche Torrismondo giunge nei pressi della caverna dove si era nascosta la presunta madre, ed entrambi cedono alla passione amorosa, quanto basta a vanificare lo sforzo di Agilulfo. Alla fine si scoprirà che Torrismondo non è figlio di Sofronia, neanche il suo fratellastro come risulterebbe ad una prima ricostruzione, ma è figlio della regina di Scozia e del Sacro Ordine, mentre Sofronia è figlia del re di Scozia e d'una contadina; i due sono dunque liberi di amarsi, e anche Agilulfo ha quindi tutto il diritto di essere cavaliere. Non considerandosi più un perfetto cavaliere perdendo la forza di volontà e la fede Agilulfo si dissolve, lasciando in eredità la sua bianca armatura a Rambaldo che, d'ora in poi, combatterà con quella ma, non essendo "perfetto" come lui, sarà in breve non più immacolata ma rovinata come tutte le armature dei normali cavalieri.
A quel punto un'armata di Mori sbarca sulla costa, guidata dal nobile dal cui harem è stata liberata Sofronia, e ne nasce una battaglia tra cristiani e saraceni durante la quale Rambaldo indossa l'armatura di Agilulfo: al momento della finale vittoria cristiana, Bradamante, credendolo Agilulfo, si lascia andare fra le sue braccia chiudendo gli occhi mentre il giovane si toglie l'armatura per rivelare la sua identità. Ma solo alla fine del rapporto la guerriera apre finalmente gli occhi, riconosce Rambaldo e lo respinge fuggendo infuriata.
Tempo dopo, Sofronia e Torrismondo, ormai sposati, e Gurdulù si stabiliscono in un villaggio che i Templari avevano razziato e che Torrismondo aveva aiutato a difendere. È stato nominato Conte di quelle terre da Carlo Magno ma non viene accettato come tale dagli abitanti, che hanno sconfitto i Templari da soli scoprendo che possono vincere senza l'aiuto di alcun cavaliere.
Suor Teodora che narrava questa storia e la guerriera Bradamante sono in effetti la stessa donna e quando Rambaldo, che non ha mai smesso di cercarla, arriva infine al suo monastero, si fa riconoscere e indossata nuovamente la sua armatura sopra la tunichetta color topazio e la sopravveste pervinca, si avvia verso il futuro, ignoto, ma tutto da conquistare.

## Tesi
Agilulfo esiste solo per l'adempimento delle regole e dei protocolli di cavalleria, fra il rispetto delle norme del lavoro del campo e il combattere a partire dall'aver salvato l'onore di una vergine. Questo tema è strettamente collegato alla condizione moderna: Agilulfo è stato descritto come "il simbolo dell'uomo 'robotizzato', che compie atti burocratici con quasi assoluta incoscienza". Una prova di questa fedeltà cieca è l'accettare come scudiero Gurdulù perché è un ordine del re, come se non si rendesse conto che i paladini glielo danno per dileggio.
L'idea della confusione della propria identità con quella degli altri e con il mondo esterno, presente nel personaggio di Gurdulù, il contadino che Carlo Magno mette a fare da scudiero ad Agilulfo, verrà sviluppata in Calvino anche in opere successive.
Quasi la stessa incoscienza trapela nei popolani, che dapprima nei Cavalieri del Gral vedono la giusta causa seppur riconosciuta come pesantemente gravosa per la sopravvivenza del loro villaggio e poi, con la prima richiesta di esonero tributario a causa della carestia, sono delusi dalle azioni dei cavalieri, finché a un certo momento, i contadini, che "fino a poco prima non sapevano nemmeno di esistere" (parole che uno di loro rivolge a Torrismondo alla fine della storia) non aspettano più e fermano i Templari insieme a Torrismondo, prendendo coscienza delle capacità proprie.
Non manca la dissacrazione di diversi personaggi, presente anche negli altri due romanzi della trilogia: i paladini, che nella marcia di avvicinamento non sanno nulla del tragitto e delle tappe del viaggio, e pensano più a fermarsi per bere e divertirsi, e l'unico a conoscere la strada è Agilulfo; i paladini e Carlo, che ben lungi dall'esempio di lealtà e carità verso il prossimo, affibbiano ad Agilulfo come scudiero uno stupido o forse un vero e proprio minus habens (solo alla fine del romanzo Gurdulù sembra essere in grado di ragionare, per motivi non chiari); Bradamante, guerriera valorosa ma sfaticata nella cura della propria tenda ed esibizionista nel decorare l'armatura.

## Opere derivate
Pino Zac ha girato nel 1971 un film in tecnica mista dal titolo Il cavaliere inesistente.
Il regista Sergio Leone, che amava molto la storia del Cavaliere inesistente, aveva a sua volta in progetto di ricavarne un film.
Il secondo lavoro discografico del gruppo di rock progressivo milanese Lethe, pubblicato nel 2024, è intitolato Il cavaliere inesistente, liberamente ispirato al romanzo di Calvino.

## Edizioni
- Italo Calvino, Il cavaliere inesistente, G. Einaudi, Torino 1959
- Italo Calvino, I nostri antenati: Il cavaliere inesistente; Il visconte dimezzato; Il barone rampante, Einaudi, Torino 1960
- Italo Calvino, Il cavaliere inesistente, Garzanti della serie Gli elefanti, 1985-1987
- Italo Calvino, Il cavaliere inesistente, presentazione dell'autore, Oscar Mondadori, Milano 1993
- Italo Calvino, Il cavaliere inesistente, presentazione dell'autore, con uno scritto di Paolo Milano, Oscar Mondadori, Milano 1993
- Italo Calvino, Romanzi e racconti 1, A. Mondadori, Milano 2005
- Italo Calvino, Il cavaliere inesistente, illustrazioni di Federico Maggioni, Mondadori, Milano 2005